# Holguín (pokrajina)
Holguín je pokrajina na istoku Kube. Druga je po broju stanovnika (nakon Pokrajine Havana). Glavni grad se također zove Holguín. Obalu pokrajine je posjetio Kristofor Kolumbo 1492. i nazvao „najljepšom obalom koju je ikad vidio“. Tamo je rođen i predsjednik Fidel Castro. Najvažnija djelatnost je proizvodnja šećerne trske. Također postoji rudarstvo (treće rezerve nikla po veličini na svijetu, također postoji krom i željezo) i razvija se turizam.